# Mowag Trojan
Der Mowag Trojan war der Prototyp eines Schützenpanzers des Schweizer Unternehmens Mowag.

## Geschichte und Entwicklung
Der Schützenpanzer Mowag Trojan wurde Anfang der 1990er-Jahre im Programm Neuer Schützenpanzer (NSpz) für die Schweiz als Prototyp gebaut und erprobt.
Der Prototyp war mit einem Getriebe „HSWL 106“ des Herstellers Renk AG, einem hydromechanischen Schalt-, Wende- und Lenkgetriebe mit sechs Vorwärtsgängen und drei Rückwärtsgängen, ausgestattet. Zuerst wurde er mit dem Geschützturm Steyr SP 3E/300 erprobt, später mit dem Geschützturm Oerlikon GBA COA ausgestattet.

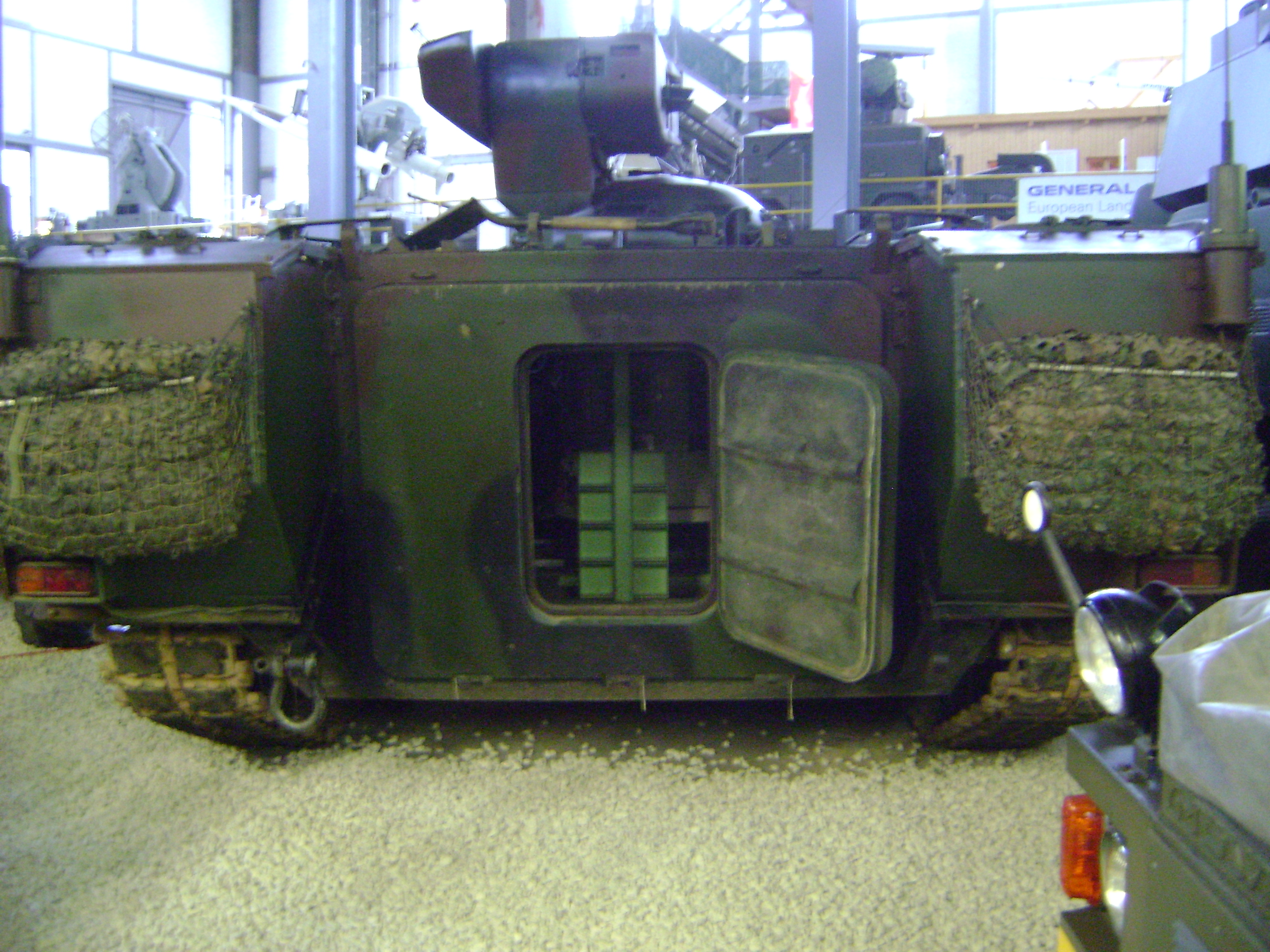
Heck des Mowag Trojan

Er wies verschiedene technische Neuerungen auf wie zum Beispiel aussenliegende Kraftstofftanks, Vorwärm- und Heizanlage, kompartimentierte Zusatzpanzerung an den Seiten, welche durch einen minimalen Aufwand aufrüstbar war, sowie Splitterschutz im Innenraum. Er war darüber hinaus mit einer hydraulischen Heckrampe mit integrierter Türe und Flankenschutz ausgerüstet.
Der NSpz sollte die veralteten M113 der Schweizer Armee ablösen. Aufgrund von finanziellen Engpässen im Militärbudget wurde die Beschaffung jedoch erst fast zehn Jahre später beabsichtigt. MOWAG war nicht in der Lage, die Produktion für den Trojan so lange ungenutzt zu halten und beteiligte sich an der zweiten, späteren Auswahl des NSpz – nun auch Schützenpanzer 2000 (Spz 2000) genannt – von 1998 bis 1999 nicht mehr. Die Schweizer Armee beschaffte stattdessen schwedische CV90.

Der Trojan war somit das letzte Kettenfahrzeug des Herstellers Mowag. Der Prototyp verblieb bis 2005 im Besitz der Mowag. Er steht heute im Schweizerischen Militärmuseum Full.